# Vlajka Svatého Kryštofa a Nevisu

Vlajka Svatého Kryštofa a Nevisu
Poměr stran: 2:3

Námořní válečná vlajka Svatého Kryštofa a Nevisu
Poměr stran: 1:2

Vlajka Svatého Kryštofa a Nevisu je tvořena listem o poměru stran 2:3, který je rozdělený na dvě části šikmým černým pruhem, lemovaným dvěma úzkými žlutými proužky. Žerďová část vlajky je zelená, vlající je červená. V černém pruhu jsou dvě bílé pěticípé hvězdy.
Zelená barva vlajky symbolizuje úrodnou zem, žlutá slunce, které na ni celý rok svítí, černá africký původ většiny obyvatel, červená zápas, který ostrované vedli od doby otroctví přes éru kolonialismu až k získání nezávislosti, hvězdy naději a svobodu.
Existují snahy menšího ostrova Nevis o vyhlášení úplné samostatnosti, Nevis má svou vlajku.

Rozměry vlajky Svatého Kryštofa a Nevisu
Neviská vlajka Poměr stran: 2:3

## Historie
Vlajka Svatého Kryštofa a Nevisu byla zavedena roku 1983, kdy ostrovy získaly nezávislost. Předtím se užívala (před odtržením Anguilly) vlajka Západoindické federace.

Vlajka Svatého Kryštofa, Nevisu a Anguilly (1958–1967) Poměr stran: 1:2
Vlajka Západoindické federace (1958–1962) Poměr stran: 1:2
Vlajka Svatého Kryštofa, Nevisu a Anguilly (1967–1983) Poměr stran: 1:2

## Commonwealth
Svatý Kryštof a Nevis je členem Commonwealthu (který užívá vlastní vlajku) a zároveň je hlavou státu britský panovník (Commonwealth realm), kterého zastupuje generální guvernér (viz seznam vlajek britských guvernérů).
V roce 1960 byla navržena osobní vlajka Alžběty II., určená pro reprezentaci královny v její roli hlavy Commonwealthu na územích, ve kterých neměla jedinečnou vlajku – to byl i případ Svatého Kryštofa a Nevisu (viz seznam vlajek Alžběty II.).

Osobní vlajka královny Alžběty II. (1960–2022) Poměr stran: 1:1
Vlajka generálního guvernéra Svatého Kryštofa a Nevisu Poměr stran: 1:2